# ПД-50

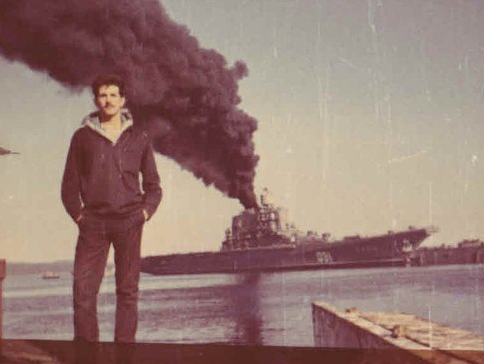
Авианесущий крейсер "Баку" заходит в ПД-50

ПД-50 (PD-50) — один из крупнейших, наряду с ПД-41, российских плавучих доков и один из крупнейших в мире. Был предназначен для ремонта стратегических атомных подводных лодок, судов водоизмещением свыше 25 тыс. тонн. Затонул в октябре 2018 года.
Являлся одним из крупнейших в мире: длина составляла 330 метров, ширина 67 метров, площадь 23 тыс. кв. метров, грузоподъёмность 80 тыс. тонн. 
Двухбашенный; оснащён 4 дизельными двигателями, 4 электрогенераторами, имеется 2 подъёмных крана грузоподъемностью 50 т.
Эксплуатант плавдока — АО 82-й судоремонтный завод. 
Зарегистрирован в Российском речном регистре.

## История
Док был построен по проекту 7454 в 1979 году в Швеции для Военно-морского флота СССР на верфи Arendalsvarvet, Гётеборг, Швеция под заводским номером 910. Передан заказчику в 1980 году.
Базировался на ремонтном дворе № 82 в Росляково в Мурманской области. До 2010 года находился в ведении Северного флота.
В 2002 году в плавучий док завода ПД-50 была заведена атомная подводная лодка К-141 «Курск». В 2002—2003 гг. проводилась её утилизация.

### Гибель

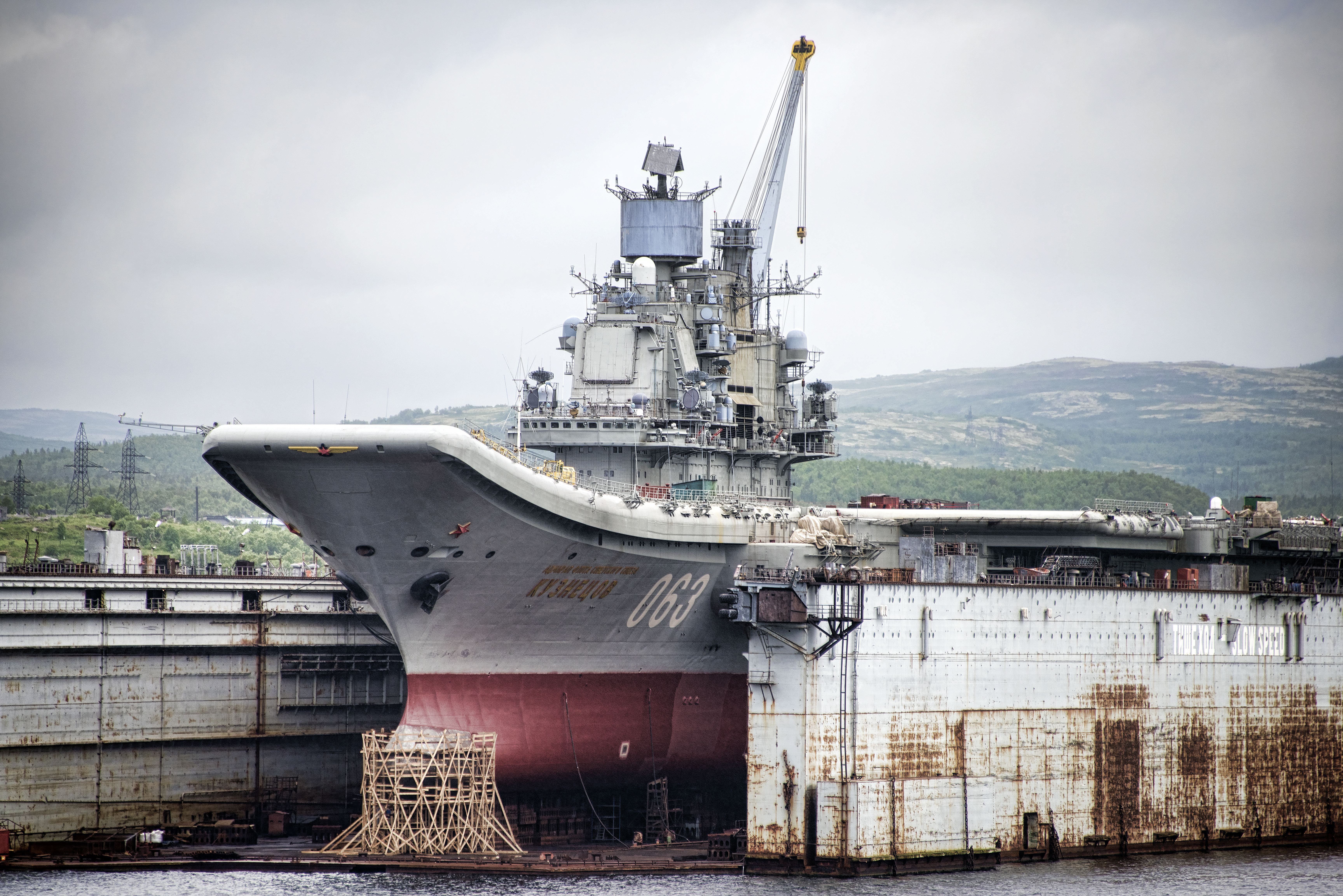
2015.6.27, Адмирал Кузнецов в доке ПД-50

В ночь с 29 на 30 октября 2018 года из-за внезапного отключения электроэнергии с берега началось неконтролируемое погружение одной из двух башен дока, приведшее к существенному крену. ПД-50 начал погружаться. Из-за того, что «Роснефть», купившая до этого 82-й судоремонтный завод у Объединенной судостроительной корпорации (ОСК), моторную команду дока сократила, а для дизель-генераторов горючее не закупала, ПД-50 не смог перейти на собственное электропитание, чтобы откачать воду из цистерн, и стал тонуть вместе c авианесущим крейсером «Адмирал Флота Советского Союза Кузнецов». При этом 50-тонный башенный кран плавучего дока упал на авианесущий ракетный крейсер, пробив палубу в кормовой части и несколько отсеков под ней, но крейсер, благодаря борьбе экипажа за живучесть, остался на плаву, а док затонул. 
Кроме того, по словам президента ОСК Алексея Рахманова, корабль получил пробоину в надводной части борта площадью ок. 20 м² и повреждение нескольких отсеков под палубой. Один человек пропал без вести, четверо пострадали.
Общий ущерб в результате происшествия оценили в 290,9 млн руб.
Следственное управление на транспорте Следственного комитета России возбудило уголовное дело по статье 216 УК РФ («Нарушение правил безопасности при ведении иных работ, повлёкшее по неосторожности смерть человека»). В ночь на 18 ноября 2018 года один из пострадавших рабочих умер в городской больнице Мурманска.

## Технические характеристики
| Длина                 | 330 м     |
| Ширина                | 88 м      |
| Ширина конструктивная | 79 м      |
| Грузоподъемность      | 80 000 т  |
| Осадка                | 6,2 м     |
| Дедвейт               | 181 230 т |
| Полное водоизмещение  | 215 860 т |
| Экипаж                | 175       |